# Bruno Widmar
Bruno Widmar (Trieste, 6 luglio 1913 – Roma, 15 settembre 1980) è stato un filosofo italiano.
Laureatosi in pedagogia nel 1940 a Torino con una tesi dal titolo Il problema del metodo nella ricerca scientifica, si avvicinò con molti altri intellettuali, tra i quali Norberto Bobbio e Nicola Abbagnano, alla “Rivista di Filosofia”. In seguito partecipò alla lotta antifascista nelle file di “Giustizia e Libertà” e poi nel Partito d’Azione. Fu con Bobbio direttore della rivista “Conoscere” (1946), dove trattò i temi della scuola e prese le distanze dal crocianesimo allora imperante. Nel 1959, sull’onda del neoilluminismo italiano, diede vita alla rivista “Il Protagora”, con la quale prese ulteriormente corpo il suo discorso di riflessione filosofica sulle scienze. Successivamente, seguendo la strada già tracciata da Ludovico Geymonat a Milano si fece promotore della prima cattedra in Filosofia della Scienza nel Meridione, istituita presso l'Università degli Studi di Lecce nell'anno accademico 1975-76, dando vita con altri studiosi a quella che lo stesso Geymonat definirà "Scuola Meridionale di Epistemologia"

## Opere principali
- Opere filosofiche di Descartes, Torino, UTET, 1969 (curatela)
- Scrittori politici del ‘500 e del ‘600, Milano, Rizzoli, 1964
- Antonio Labriola, Napoli, Glaux, 1964 (monografia)
- Lo Stato e la Libertà, Galatina, Editrice Salentina, 1972
- Introduzione alla filosofia della scienza, Bologna, Leonardi, 1970
- Le geometrie non euclidee in rapporto alla filosofia, Galatina, Editrice Salentina, 1971
- La memoria. Saggio storico-epistemologico, Napoli, Glaux, 1974